# SN 1992G
SN 1992G – supernowa typu Ia odkryta 22 lutego 1992 roku w galaktyce NGC 3294. Jej maksymalna jasność wynosiła 13,63m.